# Argumento de las revelaciones inconsistentes

Distribución de las mayores religiones en el mundo.

El argumento de las revelaciones inconsistentes, también conocido como «el problema de escoger la religión verdadera», es un argumento contra la idea de que exista una «religión verdadera» y, por ende, de que exista un cuerpo unívoco o único de doctrinas reveladas por sobre otras.
En él se afirma que es incierto que cualquier deidad o cualquier Dios en absoluto exista porque muchas religiones en la historia, así como teólogos y creyentes han creado revelaciones que son mutuamente excluyentes. En la respuesta a la pregunta de la existencia de Dios se hace necesario tener en cuenta a los dioses en que potencialmente se fundan todas las religiones. También se argumenta que es difícil aceptar la existencia de un dios sin revelación personal. La mayor parte de los argumentos a favor de la existencia de dios no especifican una única religión y pueden ser aplicados a muchas religiones con una validez similar. La aceptación de una religión, por tanto, requiere el rechazo de las demás y cuando una persona se coloca frente a más de una, con la ausencia de una revelación personal, es muy difícil decidir entre ellas. Cuando una revelación personal se explica a un no creyente aparece el mismo problema de confusión en cada persona con la que el creyente comparte la revelación.
Los cristianos creen que Jesús es el salvador del mundo e hijo de Dios, los judíos no. Los musulmanes creen que el Corán tiene autoridad divina, mientras judíos y cristianos no. Hay muchos ejemplos de contrastes similares en puntos de vista sobre creencias fundamentales que de hecho provocan cismas. El cristianismo, por ejemplo, tiene varias ramas, no todas compatibles entre sí; un caso claro es de la creencia en el catolicismo de la virginidad de la madre de Jesús, algo que muchas iglesias protestantes rechazan. También es notable que las religiones abrahámicas predican por un destino de ultratumba fijo, mientras que el hinduismo, el budismo y otras religiones de Asia promulgan el ciclo de la reencarnación.
Es importante tener en cuenta que este no es un argumento contra la existencia de Dios, sino contra la idea de que este, aun pudiendo existir, se haya revelado en alguna religión particular por sobre otros sistemas de creencias, como se cree en varias religiones, tales como el cristianismo, el judaísmo o el islam. A la rama de la filosofía que trata el tema de la existencia o inexistencia y naturaleza de Dios, independientemente del tema de la revelación, se la llama teología natural.

## Descripción lógica
En términos formales, se explica:
- La existencia de algún dios es cierta
- Hay un cierto número (n) de fes distintas, mutuamente excluyentes en las que una persona puede creer
- No hay forma de saber a priori cual de ellas, si hay alguna, es la cierta respecto a las demás

Por tanto, la probabilidad de haber elegido practicar la religión correcta (sopesando la apuesta de Pascal y la apuesta atea), no puede ser mayor que 1/n. Así que, si solamente hubiera dos fes distintas, la probabilidad de elegir la correcta sería 1 de 2 (50 % o 1/2). Cuatro fes distintas resultarían en una probabilidad de 1 entre 4 (25 % o 1/4), y así sucesivamente.
En la práctica existen más de cien religiones, lo que daría a una persona una posibilidad menor de un 1% de haber elegido la religión correcta. Esto es especialmente cierto en el caso de que la elección de entre varias religiones se realice aleatoriamente y no con base en el número de creyentes que tiene cada una.

## En autores
El argumento aparece en las obras de Voltaire:
Cándido y Diccionario filosófico. También en el razonamiento de Denis Diderot : Cualquiera que sea la prueba de la existencia del dios cristiano (o de otra religión que se ofrezca), un imán, puede razonar exactamente de la misma forma

## Respuestas teístas

### En las religiones abrahámicas
Para cristianos, musulmanes y judíos, el hecho de que haya muchas religiones no implicaría que no puede haber una verdadera religión, apelando los Escolásticos al Principio lógico de no contradicción y el Principio del tercero excluido, siendo así que Dios no puede ser y no-ser a la vez. Ante ello, la forma correcta de concebir a Dios, no es desde la especulación de la razón humana y sus deducciones sobre dicho ser (intuido por naturaleza), si no que debe concebir a Dios según la mismo voluntad de Dios sobre como Él es (siendo inevitablemente necesaria su Revelación divina). Con respecto al tema de haber revelaciones, ajenas a la tradición abrahámica, que reclaman haber contactado con la realidad divina, la filosofía cristiana, como ve en la obras de Santo Tomas de Aquino y San Agustín de Hipona, enseñan que es posible conocer la existencia de Dios por medio de la razón natural, donde todas las sociedades humanas pueden tener nociones generales sobre un Dios supremo (Semina Verbi) a través de la ciencia del ens (ente), o Metafísica, buscando los principios esenciales y causas primeras de la realidad, hasta llegar a intuir la realidad divina por inducción Lógica (Preámbulos de fe) con el método de Analogía entis. Sin embargo, se haría justificable la evangelización de los pueblos a la fe cristiana, en tanto que es necesario que toda la humanidad acceda a la revelación y así pueda conocer a plenitud el ser de Dios (sin los errores supersticiosos de la especulación humana al intentar explicar la Existencia de Dios y su naturaleza) por medio de la sabiduría de la Santísima Trinidad despejando misterios inaccesibles a la sola razón, puesto que corresponden a la vida intima de Dios, porque si no, se estaría en un limbo místico entre caminos ocultos de salvación y muchos caminos de perdición espiritual.
El apóstol San Pablo utilizó este razonamiento para argumentar que los paganos, aún si en sus falsas religiones había prácticas espirituales genuinas, no tenían excusa para no convertirse, puesto que "Desde la creación del mundo, la invisible naturaleza de Dios ―es decir, su poder eterno y divinidad― se han percibido claramente en las cosas que han sido hechas." Aquello fue ejemplificado con lo relatado en Hechos de los Apóstoles sobre el Agnostos Theos (el Dios Desconocido en el panteón greco-romano), donde el Apóstol Pablo, tras ser invitado por la elite ateniense para predicar en el Areópago y explicarle sus enseñanzas a unos filósofos epicúreos y estoicos, declaró que los griegos estaban adorando, sin que ellos lo supieran, al Dios que iba a revelarles, donde es probable que los paganos se convirtieron por ver al Dios abrahámico como el Dios desconocido por excelencia (al no poder ser nombrado YHWH):

22 Pablo, de pie en medio del Areópago, dijo: «Atenienses, veo que vosotros sois, por todos los conceptos, los más respetuosos de la divinidad. 23 Pues al pasar y contemplar vuestros monumentos sagrados, he encontrado también un altar en el que estaba grabada esta inscripción: «Al Dios desconocido.» Pues bien, lo que adoráis sin conocer, eso os vengo yo a anunciar.24 «El Dios que hizo el mundo y todo lo que hay en él, que es Señor del cielo y de la tierra, no habita en santuarios fabricados por manos humanas, 25 ni es servido por manos humanas, como si de algo estuviera necesitado, el que a todos da la vida, el aliento y todas las cosas. 26 El creó, de un solo principio, todo el linaje humano, para que habitase sobre toda la faz de la tierra fijando los tiempos determinados y los límites del lugar donde habían de habitar, 27 con el fin de que buscasen la divinidad, para ver si a tientas la buscaban y la hallaban; por más que no se encuentra lejos de cada uno de nosotros; 28 pues en él vivimos, nos movemos y existimos, como han dicho algunos de vosotros: "Porque somos también de su linaje." 29 «Si somos, pues, del linaje de Dios, no debemos pensar que la divinidad sea algo semejante al oro, la plata o la piedra, modelados por el arte y el ingenio humano. 30 «Dios, pues, pasando por alto los tiempos de la ignorancia, anuncia ahora a los hombres que todos y en todas partes deben convertirse, 31 porque ha fijado el día en que va a juzgar al mundo según justicia, por el hombre que ha destinado, dando a todos una garantía al resucitarlo de entre los muertos.»
Hechos 17:22-17:31

#### En el catolicismo
Estos razonamientos escolásticos y patrísticos también fueron invocados por los conquistadores españoles a la hora de evangelizar América y convencer a los indígenas de que había una remota posibilidad de que sus ancestros se hayan salvado del infierno por medio de una búsqueda inconsciente del Dios cristiano a través de la Filosofía y la Mística natural, donde nociones como Wiracocha (dios supremo y creador en la Religión incaica, del que se originó todo lo demás, incluido los otros dioses), libres de la superstición politeísta de las huacas, podían mostrar caminos ocultos hacia el verdadero Dios que tanto buscaban conocer, pero no podían por la ignorancia invencible (sin embargo, serían aciertos accidentales de verdad, no por causa de que la falsa religión sea buena, sino a pesar de que dicha religión sea mala y falsa). Siendo así posible que reyes filósofos como Inca Pachacuti hubiesen obtenido pasos al conocimiento de Dios (semejante a su concepción cristiana) desde la “filosofía natural, y quisa estar en el cielo por ello sobre la base de las buenas obras, asintiendo a una fe inconsciente en el verdadero Dios.
Al respecto de como era posible que la revelación general del Dios verdadero sea posible de intuir antes de la evangelización cristiana, esto fue enseñado a profundidad con los Padres de la Iglesia, como San Justino, Clemente de Alejandría o Eusebio de Cesarea, con base en la naturaleza del Logos en su aspecto impersonal, por el cual se da un impulso natural en cada persona para conocer la Verdad, realidad que lo haría encontrarse con la Trascendencia al contemplar el cosmos, realizándose teleológicamente dicha búsqueda en la revelación cristiana:

Con su teoría del λόγος σπερματικός [logos spermatikos], Justino echa un puente  entre la antigua filosofía y el cristianismo. El Logos divino apareció  en Cristo en toda su plenitud; sin embargo, todo hombre lleva en su  razón un germen (σπέρμα) del Logos. Esta participación del Logos, y consiguientemente la disposición para conocer la verdad, en algunos  sabios fué particularmente grande; así, por ejemplo, los profetas del  judaísmo, y entre los griegos, Heráclito y Sócrates. Opina Justino que  muchos elementos de la verdad pasaron de la antigua literatura judaica a los poetas y filósofos griegos, ya que Moisés fué el más antiguo de  los escritores. Por consiguiente, los filósofos que ajustaron su vida y enseñanza a los dictámenes de la razón fueron, en cierto sentido, cristianos antes de la venida de Cristo. Pero sólo después de esta venida  los cristianos entraron en poder de la verdad total, segura y exenta  de todo error (I Apol. 46; II Apol. 8, 13).
Berthold Altaner

El Papa Juan Pablo II, en su primera encíclica (Redemptor Hominis), enseño con base en dicho argumento Patrístico sobre las semillas del Verbo Divino:

Justamente los Padres de la Iglesia veían en las distintas religiones como otros tantos reflejos de una única verdad ´como gérmenes del Verbo´, los cuales testimonian que, aunque por diversos caminos, está dirigida sin embargo en una única dirección la más profunda aspiración del espíritu humano, tal como se expresa en la búsqueda de Dios y al mismo tiempo en la búsqueda, mediante la tensión hacia Dios, de la plena dimensión de la humanidad, es decir, del pleno sentido de la vida humana
Redemptor hominis, n. 11

Y también profundizo con más claridad dicho argumento sobre la Verdad Perenne, encarnada en el Logos cristiano, en la encíclica Fides et Ratio:

1. Tanto en Oriente como en Occidente es posible distinguir un camino que, a lo largo de los siglos, ha llevado a la humanidad a encontrarse progresivamente con la verdad y a confrontarse con ella. Es un camino que se ha desarrollado — no podía ser de otro modo — dentro del horizonte de la autoconciencia personal: el hombre cuanto más conoce la realidad y el mundo y más se conoce a sí mismo en su unicidad, le resulta más urgente el interrogante sobre el sentido de las cosas y sobre su propia existencia. Todo lo que se presenta como objeto de nuestro conocimiento se convierte por ello en parte de nuestra vida. La exhortación Conócete a ti mismo estaba esculpida sobre el dintel del templo de Delfos, para testimoniar una verdad fundamental que debe ser asumida como la regla mínima por todo hombre deseoso de distinguirse, en medio de toda la creación, calificándose como « hombre » precisamente en cuanto « conocedor de sí mismo ».

Por lo demás, una simple mirada a la historia antigua muestra con claridad como en distintas partes de la tierra, marcadas por culturas diferentes, brotan al mismo tiempo las preguntas de fondo que caracterizan el recorrido de la existencia humana: ¿quién soy? ¿de dónde vengo y a dónde voy? ¿por qué existe el mal? ¿qué hay después de esta vida? Estas mismas preguntas las encontramos en los escritos sagrados de Israel, pero aparecen también en los Veda y en los Avesta; las encontramos en los escritos de Confucio e Lao-Tze y en la predicación de los Tirthankara y de Buda; asimismo se encuentran en los poemas de Homero y en las tragedias de Eurípides y Sófocles, así como en los tratados filosóficos de Platón y Aristóteles. Son preguntas que tienen su origen común en la necesidad de sentido que desde siempre acucia el corazón del hombre: de la respuesta que se dé a tales preguntas, en efecto, depende la orientación que se dé a la existencia.

2. La Iglesia no es ajena, ni puede serlo, a este camino de búsqueda. Desde que, en el Misterio Pascual, ha recibido como don la verdad última sobre la vida del hombre, se ha hecho peregrina por los caminos del mundo para anunciar que Jesucristo es « el camino, la verdad y la vida » (Jn 14, 6). Entre los diversos servicios que la Iglesia ha de ofrecer a la humanidad, hay uno del cual es responsable de un modo muy particular: la diaconía de la verdad.
Fides et ratio, n 1-2

En palabras del sacerdote católico, Eduardo Arens, existe la posibilidad de que Dios haya expresado verdades a medias en los filósofos y místicos de otras tradiciones religiosas que lo buscaran de sincero corazón, habiendo cosas ciertas en los textos sagrados de otras religiones (reforzado también por el hecho que la iglesia católica acepta la existencia de las revelaciones privadas). Sin embargo, lo que hace especial a la revelación cristiana, compuesta por la Biblia y la Sagrada tradición, es que son un conjunto de testimonios sobre las revelaciones de un Dios personal (YHWH) que fueron vividos dentro de una comunidad, en el Pueblo de Dios, siendo así la más histórica, explícita y directa revelación de Dios al hombre que se puede encontrar en este mundo; mientras que otras tradiciones se suelen basar en mitos y leyendas que se desarrollan en un pasado mítico inmemorial (no necesariamente histórico), donde las revelaciones suelen ser de carácter individual, conteniendo mayormente sabiduría e intuiciones humanas muy profundas sobre caminos que expliquen como lograr religarse con Dios (entendido usualmente de manera impersonal, mayormente como un principio que como un ser supremo) y/o lograr una armonía en el cosmos, donde son contadas la mención de manifestaciones de revelación divina en acontecimientos históricos vividos públicamente.

Para los cristianos, la Biblia no es un conjunto de oráculos divinos o de intuiciones o de captaciones de verdades, si no un conjunto de testimonios de fe vivida, que se fundamentan en acontecimientos históricos de carácter revelador que culmina con el acontecimiento de Jesucristo (...) Todo lo dicho no significa que cierto "escritos sagrados" no-bíblicos, no puedan haber contado con un influjo divino. A Dios no se le puede limitar. Dios puede tocar las mentes de los que lo buscan y están abiertos a Él, y puede hacerlo de muchas maneras, entre ellas mediante libros no formalmente inspirados. ¿No buscaban acaso Mahoma y muchos otros a Dios? ¿No buscaban los hindúes llegar hasta el absoluto [Brahman]? ¿No han inspirado los Vedas y el Corán, entre otros, a pueblos enteros en la búsqueda de la voluntad de Dios? No olvidemos que el condicionamiento cultural es una consideración de no poca monta y que, inclusive en el caso de Israel, Dios adaptó sus revelaciones a ese mundo cultural (...) No podemos negar una providencia divina en otros pueblos, como no podemos negar la búsqueda natural de Dios en el corazón humano. ¿Podemos negar la actuación del Espíritu Santo en determinados místicos, iluminados, sabios, para guiar a sus pueblos hacía el?. "El espíritu sopla donde quiere: tú oyes su silbido, pero no sabes ni de donde viene ni a donde va" (Jn 3,8)
Eduardo Arens. La Biblia sin mitos: una introducción crítica

Por ello, la Iglesia católica, durante el Concilio Vaticano II, llegó a enseñar en el documento Nostra Aetate (sobre las relaciones con las religiones no cristianas) que:

La Iglesia católica no rechaza nada de lo que en estas religiones hay de santo y verdadero. Considera con sincero respeto los modos de obrar y de vivir, los preceptos y doctrinas que, por más que discrepen en mucho de lo que ella profesa y enseña, no pocas veces reflejan un destello de aquella Verdad que ilumina a todos los hombres
Nostra aetate, n. 2

En cuanto al dogma de Extra Ecclesiam nulla salus (fuera de la iglesia no hay salvación), en el Catecismo de la Iglesia Católica, nn. 846-848, se habla a detalle sobre como hay una remota posibilidad de que se puedan salvar los hombres que, sin culpa de estar fuera de la iglesia (debido a Ignorancia invencible de la fe católica), pueden ser salvos por un Bautismo de deseo, en la medida que hayan buscado de sincero corazón y entrega espiritual al verdadero Dios (teniendo una fe inconsciente hacia Cristo como Logos) y por tanto, ya pertenecerían espiritualmente a la Iglesia.

846 ¿Cómo entender esta afirmación tantas veces repetida por los Padres de la Iglesia? Formulada de modo positivo significa que toda salvación viene de Cristo-Cabeza por la Iglesia que es su Cuerpo:
El santo Sínodo... basado en la Sagrada Escritura y en la Tradición, enseña que esta Iglesia peregrina es necesaria para la salvación. Cristo, en efecto, es el único Mediador y camino de salvación que se nos hace presente en su Cuerpo, en la Iglesia. Él, al inculcar con palabras, bien explícitas, la necesidad de la fe y del bautismo, confirmó al mismo tiempo la necesidad de la Iglesia, en la que entran los hombres por el bautismo como por una puerta. Por eso, no podrían salvarse los que sabiendo que Dios fundó, por medio de Jesucristo, la Iglesia católica como necesaria para la salvación, sin embargo, no hubiesen querido entrar o perseverar en ella (LG 14).
847 Esta afirmación no se refiere a los que, sin culpa suya, no conocen a Cristo y a su Iglesia:
Los que sin culpa suya no conocen el Evangelio de Cristo y su Iglesia, pero buscan a Dios con sincero corazón e intentan en su vida, con la ayuda de la gracia, hacer la voluntad de Dios, conocida a través de lo que les dice su conciencia, pueden conseguir la salvación eterna (LG 16; cf DS 3866-3872).

848 "Aunque Dios, por caminos conocidos sólo por Él, puede llevar a la fe, 'sin la que es imposible agradarle' (Hb 11, 6), a los hombres que ignoran el Evangelio sin culpa propia, corresponde, sin embargo, a la Iglesia la necesidad y, al mismo tiempo, el derecho sagrado de evangelizar" (AG 7)

### En las religiones orientales
Sri Ramakrishna, un místico bengalí, del cual varios hindúes Tantra-Yoga consideran que fue un avatar o encarnación divina, se puso a practicar ejercicios espirituales de variadas tradiciones religiosas (incluidas el cristianismo y el islam sufista), llegando a creer que en cada una de estas había logrado acceder a la iluminación (samādhi) y experimentar a la «Realidad Última» con una entrega genuina a Dios. Llegó a creer que Dios se ilumina a sí mismo en diferentes lugares, en diferentes momentos, en diferentes formas para mostrar el camino para alcanzar a Dios/Yo (asumiendo una postura no-dualista Advaita), por el que si las personas malinterpretan esas enseñanzas y van por el camino equivocado, es culpa de ellos, no de Dios, cuya existencia ya se intuye por naturaleza. La frase védica "La verdad es una; sólo se le llama con diferentes nombres" se volvió una frase icónica para expresar su inclusivismo. Finalmente declaró "যত মত, তত পথ", que significa "más opiniones, más caminos". Concluyó que todos los caminos, cada experiencia subjetiva es cierta, ya que todos podrían llegar al mismo lugar.

“He practicado todas las religiones -hinduismo, islam, cristianismo- y también he seguido los caminos de las distintas sectas hindúes. He comprobado que es hacia el mismo Dios hacia quien todos dirigen sus pasos, aunque por caminos diferentes.
Debes probar todas las creencias y atravesar todos los diferentes caminos una vez. Dondequiera que miro, veo hombres discutiendo en nombre de la religión: hindúes, mahometanos, brahmos, vaisnavas y demás. Pero nunca reflejan que Aquel que se llama Krishna también se llama Siva, y lleva el nombre de la Energía Primordial, Jesús y también Alá, el mismo Rama con mil nombres.
Un lago tiene varios Ghats. En uno, los hindúes toman agua en cántaros y la llaman 'Jal'; en otro, los musulmanes toman agua en bolsas de cuero y la llaman 'pani'. A un tercero los cristianos lo llaman 'agua'. ¿Podemos imaginar que no es 'Jal', sino solo 'pani' o 'agua'? ¡Que ridículo! La sustancia es Una bajo diferentes nombres, y todos buscan la misma sustancia; sólo el clima, el temperamento y el nombre crean diferencias. Que cada hombre siga su propio camino. Si sincera y ardientemente desea conocer a Dios, ¡paz sea con él! Seguramente se dará cuenta de Él".